# Digitalministerkonferenz
Die Digitalministerkonferenz (kurz DMK) ist seit 2024 die ständige Fachkonferenz der für Digitalpolitik zuständigen Minister, Senatoren und Staatssekretäre der deutschen Bundesländer. Sie ist kein Verfassungsorgan wie der Bundesrat, sondern ein freiwilliger Zusammenschluss der Länder im Rahmen des sogenannten kooperativen Föderalismus. Sie dient der Koordinierung zwischen den Ländern und der Zusammenarbeit mit der Bundesregierung, die in der Regel durch den für Digitales zuständigen Bundesminister als Gast teilnimmt.
Der Vorsitz in der DMK wechselt jährlich in einem festgelegten Turnus und liegt 2025 bei Dörte Schall (SPD), Staatsministerin für Arbeit, Soziales, Transformation und Digitalisierung des Landes Rheinland-Pfalz. Die Geschäftsstelle ist beim zuständigen Fachministerium des jeweiligen Vorsitzlandes angesiedelt. Sie koordiniert die Kommunikation zwischen den Ländern und dem Bund sowie mit den anderen Fachministerkonferenzen und dient als Ansprechpartner für Verbände, Vereine, Behörden und Bürger.

## Konstituierende Sitzung
An der konstituierenden Sitzung der DMK am 19. April 2024 in Potsdam nahmen Bundesminister Volker Wissing und Claudia Plattner, die Präsidentin des Bundesamtes für Sicherheit in der Informationstechnik (BSI), teil.
Der Verband der deutschen Digitalwirtschaft Bitkom begrüßte die Gründung der Institution DMK und erwartete eine bundesweite Beschleunigung der Digitalisierung und Harmonisierung der Digitalpolitik.

## Vorläufer
Vor der Gründung der DMK im Jahr 2024 gab es ab 2019 informelle Treffen der für Digitalpolitik verantwortlichen Minister der Bundesländer. Die Gastgeberin des ersten D16-Treffens am 27. Dezember 2019, die Hessische Ministerin für Digitalisierung und Innovation, Kristina Sinemus, begründete den Austausch mit der Notwendigkeit einer neuen Qualität der Digitalisierungsoffensive in Deutschland, die nur im Zusammenwirken aller politischen Ebenen vorangebracht werden könne. Gemeinsam wurden fünf Handlungsfelder beschlossen, die in der „Frankfurter Erklärung der D17“ zusammengefasst wurden.
Darüber hinaus gab es mehrere Gremien und Initiativen, die sich mit der Koordinierung der Digitalpolitik zwischen Bund und Ländern beschäftigten:
- IT-Planungsrat: Dieses Gremium wurde im Jahr 2010 gegründet. Es besteht aus Vertretern des Bundes und aller Bundesländer. Es zielt darauf ab, die Zusammenarbeit bei der Entwicklung und dem Betrieb der digitalen Infrastruktur zu koordinieren und die E-Government-Strategien zwischen den Ländern und dem Bund abzustimmen. Das 2017 in Kraft getretene Onlinezugangsgesetz (OZG) ist ein zentrales Instrument zur Modernisierung der öffentlichen Verwaltung in Deutschland und spielt eine entscheidende Rolle für die Zusammenarbeit zwischen Bund, Ländern und Kommunen in der Digitalpolitik.
- Nationale IT-Gipfel bzw. Digital-Gipfel: Diese seit 2006 jährlich an verschiedenen Orten in Deutschland stattfindende Veranstaltung wurde vom Bundesministerium für Wirtschaft und Energie initiiert und dient als Plattform für den Austausch zwischen Vertretern aus Politik, Wirtschaft, Wissenschaft und Gesellschaft zur Förderung der digitalen Transformation in Deutschland.
- Im Rahmen der regelmäßig stattfindenden Ministerpräsidentenkonferenz (MPK) wurden auch digitale Themen behandelt.
- Die Bund-Länder-Kommission für Bildungsplanung und Forschungsförderung befasste sich bis Ende 2007 (ab 2008 die Gemeinsame Wissenschaftskonferenz) mit der Koordinierung der Digitalpolitik im Bildungssektor.

## Themen und Beschlüsse der Sitzungen
Chronologisch absteigend:
- 3. Sitzung am 13. Mai 2025 in Ingelheim am Rhein (Vorsitz: Dörte Schall): Zentrale Themen waren die Stärkung der digitalen Souveränität Europas, die Weiterentwicklung der politischen Rahmenbedingungen für Künstliche Intelligenz (KI) und die Auswirkungen von KI auf Demokratie und Meinungsbildung. Gäste:  Bundesminister für Digitales und Staatsmodernisierung Karsten Wildberger und der Präsident der Bundesnetzagentur Klaus Müller.[15]
- Digitale Sonder-Digitalministerkonferenz am 28. März 2025 (Vorsitz: Dörte Schall): Diese Sonder-DMK sollte den Ländern die Gelegenheit geben, ihre Positionen vor den bevorstehenden Koalitionsverhandlungen abzustimmen und ihre gemeinsamen Ziele mit einer starken und einheitlichen Stimme gegenüber dem Bund zu formulieren.[16]

- 2. Sitzung am 18. Oktober 2024 in Berlin (Vorsitz: Martina Klement, Friederike Haase): Themen waren unter anderem die nationale Umsetzung der EU-Verordnung über Künstliche Intelligenz, die Schaffung verlässlicher Rahmenbedingungen für die Digitalwirtschaft sowie die Strategie Deutsche Verwaltungscloud (DVC).[17] Ein Schwerpunkt war der Umgang mit den Themen Datenschutz und Datennutzung.  Gäste waren die Bundesbeauftragte für den Datenschutz und die Informationsfreiheit Louisa Specht-Riemenschneider und der Vorsitzende der Datenschutzkonferenz Alexander Roßnagel.[18][19]